# Anglo-Normannische Architektur

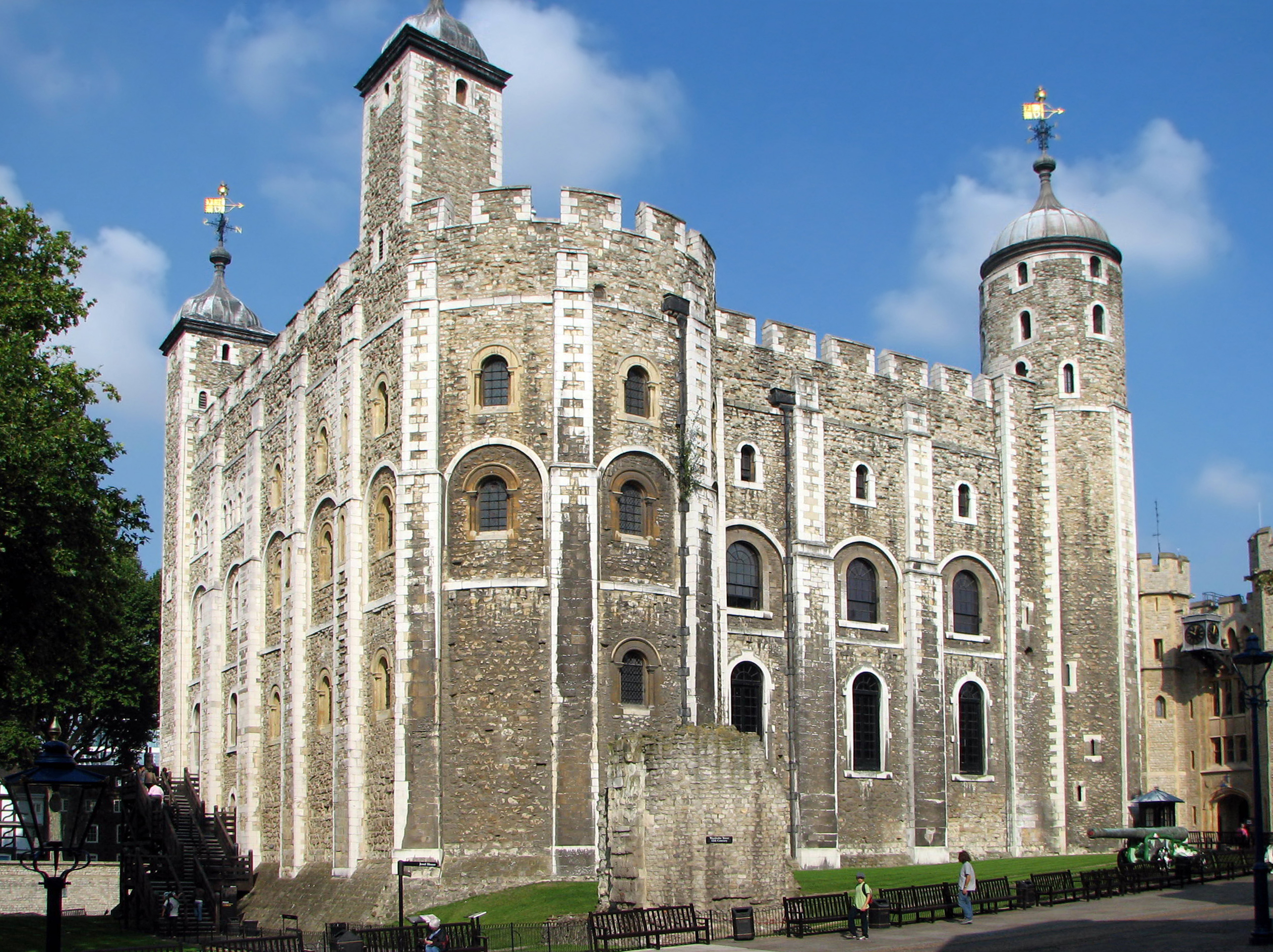
White Tower in London

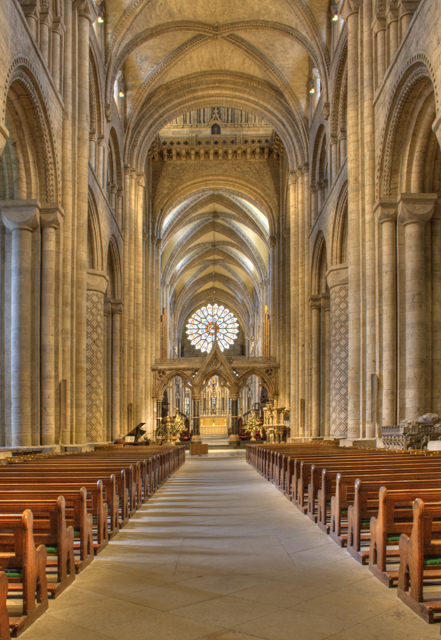
Mittelschiff von Durham Cathedral

Die Anglo-Normannische Architektur ist eine Epoche der englischen Architekturgeschichte und entspricht der europäischen Hoch- und Spätromanik im 11. und 12. Jahrhundert. Nach der Eroberung Englands durch Wilhelm I. im Jahr 1066 fand der normannische Baustil dort in seiner „anglo-normannischen“ Ausformung Verbreitung und löste damit die Baustile der vorromanischen angelsächsischen Architektur ab.
Auf ihn folgt die erste Stufe der gotischen Architektur Englands – der Early English Style, dem dann noch der Decorated Style und der Perpendicular Style nachfolgten.

## Begriff
Mit dem Terminus „Anglo-Normannische Architektur“ wird heute die im Vereinigten Königreich verbreitete Form der normannischen Architektur bezeichnet und damit von der ursprünglichen normannischen Architektur der Normandie sowie der normannischen Architektur in Süditalien und Sizilien unterschieden. Der Architekt und Antiquar Thomas Rickman hatte im Jahr 1817 erstmals die romanische Baukunst Englands als „normannisch“ bezeichnet. In seinem 1817 erschienenen Werk An Attempt to Discriminate the Styles of English Architecture from the Conquest to the Reformation charakterisierte er die mittelalterlichen Baustile Englands nach stilistischen und chronologischen Gesichtspunkten in Normannisch, Early English, Decorated und Perpendicular.

## Historische Entwicklung

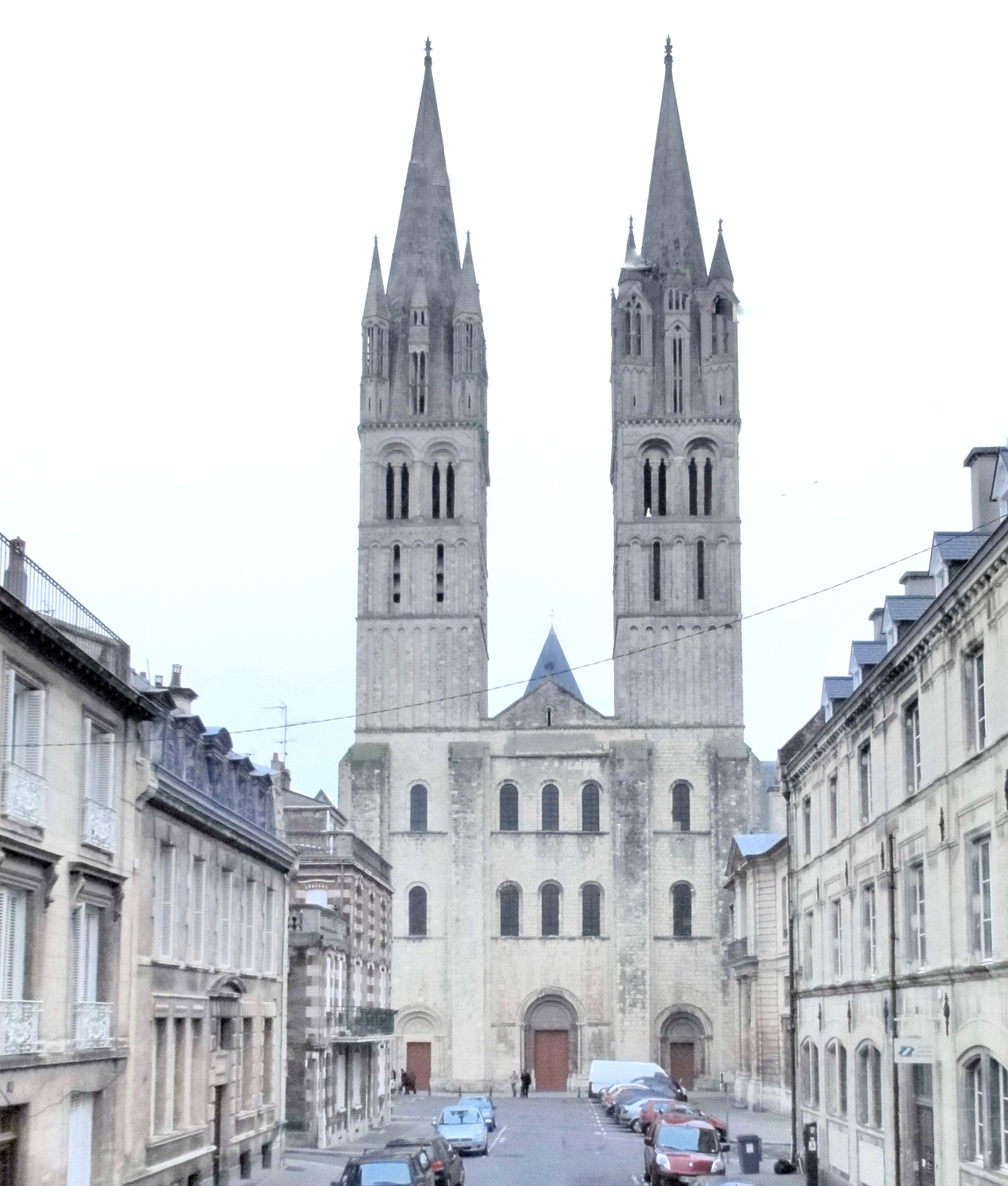
Westfassade von St-Étienne in Caen, ein Vorbild für die anglo-normannische Architektur

Die anglo-normannische Architektur bildete sich nach der Eroberung Englands durch die Normannen unter Wilhelm dem Eroberer im Jahr 1066 aus, der die romanische Architektur der Normandie nach England brachte. Als beispielhaft gelten die großen romanischen Kirchen von Jumièges (1037–1067), die Abteikirche auf dem Mont-Saint-Michel (1024–84) und Sainte Trinité und Saint-Étienne in Caen (begonnen 1062 und 1064), die unter Wilhelm I. entstanden waren, mit Formen, wie sie ähnlich wenig später im eroberten England auftraten. Allerdings lassen sich normannische Einflüsse schon vorher festhalten, etwa im „sächsisch-normannischen Mischstil“ ab ca. 1050–65 beim Neubau der Westminster Abbey durch Edward den Bekenner, der im Exil in der Normandie aufgewachsen war und so mit der romanischen Bauweise vertraut war.
Mit der Eroberung Englands durch die Normannen im Jahr 1066 wurden auch die Gesellschaft, die Kirche und damit auch die Architektur normannisiert. Der normannische Machtanspruch zeigte sich zuerst an Burgen samt Keep und Kastellen, später an Kloster- bzw. Abtei- und Kathedralkirchen. Fast alle wichtigen Kirchen wurden neu errichtet.

## Bauformen
Die bisher existierenden angelsächsischen Saalbauten hatten mit den mächtigen Kirchen der normannischen Tradition wenig gemeinsam. Für die großen Neubauten ist die additive Anordnung der Raumteile signifikant. Die Teile sind gleichwertig einander zugeordnet. Ein „Raumganzes“ wird nicht angestrebt.
In der Ornamentik ist das normannische Zickzackband legendär geworden, daneben Zinnen-, Ketten- und Rollmuster – also vor allem geometrische Formen.
Von ausschlaggebender Bedeutung für den Gewölbebau war die Kathedrale von Durham, die um das Jahr 1104 als erste große Kirche ein Kreuzrippengewölbe im Mittelschiff einführte, damit auf Caen und St-Etienne in Beauvais einwirkte und dieser Gewölbeform den Triumphzug durch Europa ermöglichte.
Die Langhäuser der normannischen Kirchen sind auffallend langgestreckt: die St. Albans hat 10 Joche, die Winchester 11, die Ely 13 und die Norwich 14. Die Querhäuser und die Chöre sind ebenfalls langgestreckt. In der Normandie gab es maximal zwei Chorjoche, später in Gloucester, Chichester und Lincoln drei, in St. Albans, Ely und Norwich vier.
Zu der normannischen Tradition gehörte anfangs der Staffelchor (Westminster, Canterbury, Old Sarum, St. Albans, Rochester, Ely, Durham, Christchurch und Lincoln) und der Chorumgang mit Kapellenkranz (Battle Abbey, Canterbury II, Winchester, Gloucester, Tewkesbury, Chichester und Norwich). Nach der Jahrhundertwende wandelte sich das Bild unter dem Einfluss der Reformorden und der Rechteckchor wurde bevorzugt (Southwell, Old Sarum II, Hereford, Romsey). Zu dieser reichen Ausformung der Ostteile gehörte die Entwicklung von weiträumigen Hallenkrypten (Canterbury, Winchester, Gloucester, Worcester, Rochester).
Das traditionelle normannische Stützensystem wird im Westen und Norden Englands verändert und der Rundpfeiler wird zur Norm (Gloucester, Tewkesbury, Worksop, Dunfermline).

## Wandaufriss

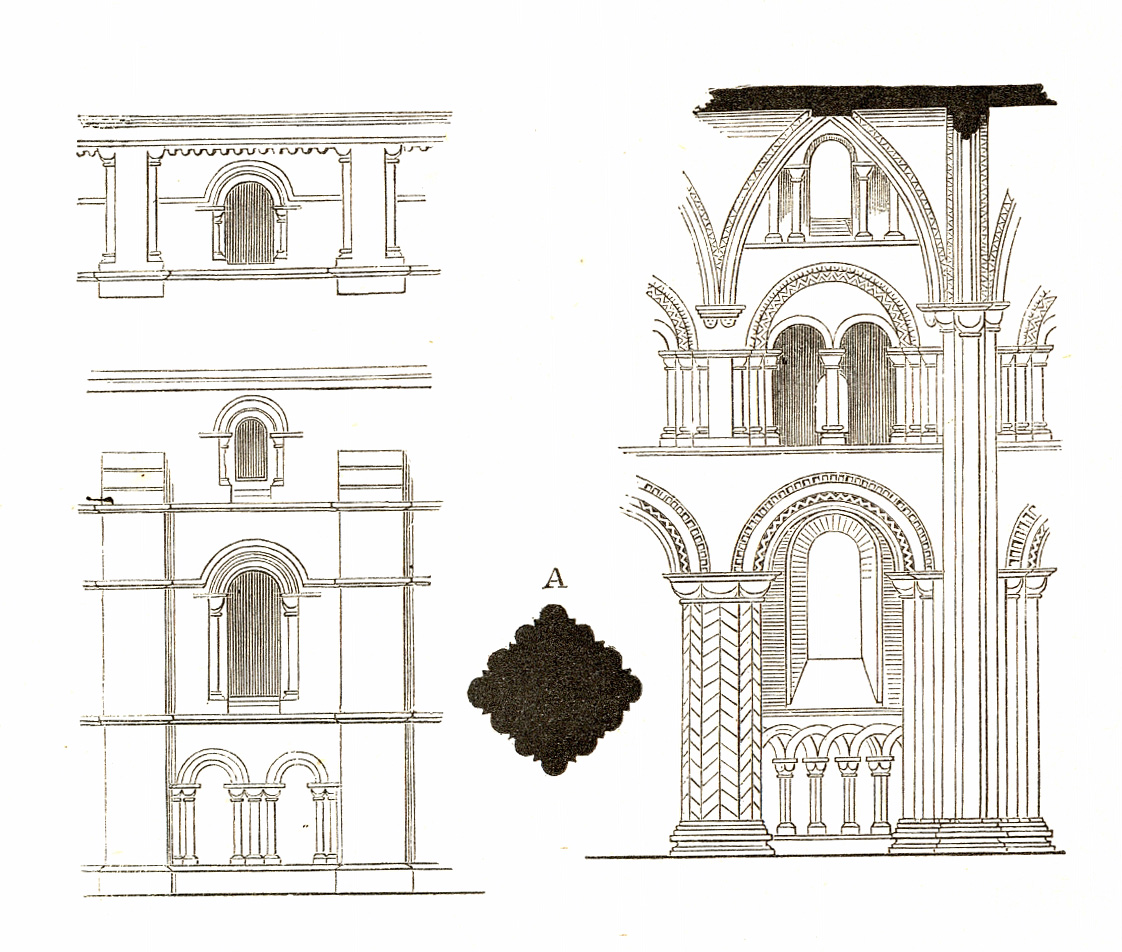
Wandaufriss von Durham Cathedral

Bis gegen Ende des 11. Jahrhunderts hielt sich der klare Aufbau normannischer Tradition und erst im Verlauf des 12. Jahrhunderts machten sich Abweichungstendenzen und Formenvielfalt bemerkbar.

### St. Albans
Am Anfang steht die Abteikirche von St. Albans, da die Aufrisse der wohl älteren Lanfranc-Kirche von Canterbury, Wilhelms Battle-Abbey und Old Sarum sind nicht mehr nachzuweisen sind. Charakteristisch bei St. Albans sind die Flächen- und Massenhaftigkeit der Wand, die Schlichtheit im Aufbau und die Beschränkung in der Form. Vom ursprünglichen Langhaus sind noch sechs Joche der Nordwand erhalten. Die Stützenzone ist bezeichnet durch die Reihung abgetreppter, mauerhafter Pfeiler und tiefgestufter Archivolten. Darüber weiten sich emporenartige Rundbogenöffnungen mit sich verengendem Gewände auf die Seitendächer. Im Obergaden finden sich Rundbogenfenster mit Mauerlaufgang. Flache, rechteckige Vorlagen markieren die Jochfolge, schmale verkröpfte Schmiegengesimse die Geschosse. Im Querhaus und im offenen Vierungsturm haben sich Doppelarkaden erhalten. Alles das lässt die Anknüpfung an normannische Vorbilder zunächst nur schwer erkennen.

### Winchester
Als Derivation der Festlandsarchitektur erweist sich das Querhaus von Winchester mit seinem strengen, klar gegliederten Wandsystem. Die hufeisenförmigen, mit Unterzug versehenen Scheidbogen stehen über Kreuzpfeilern mit ein- und vorgestellten Halbsäulen. Darüber liegen tiefgestufte, zweiteilige Emporenarkaden und im Obergaden ein alternierender Säulenlaufgang vor den Fenstern. Die Joche sind durch halbrunde Dienste auf rechteckigen Vorlagen gegliedert.

### Ely
Im Querhaus von Ely (1081–1099) wird erstmals der Stützenwechsel aufgenommen. Im Erdgeschoss werden Rundpfeiler von je zwei Kreuzpfeilern mit Halbsäulenvorlagen zu „Doppelarkaden“ zusammengezogen. Diese Anordnung setzt sich leicht variiert in der Emporenzone fort. Der Fensterlaufgang ist weiter aufgebrochen als in Winchester.

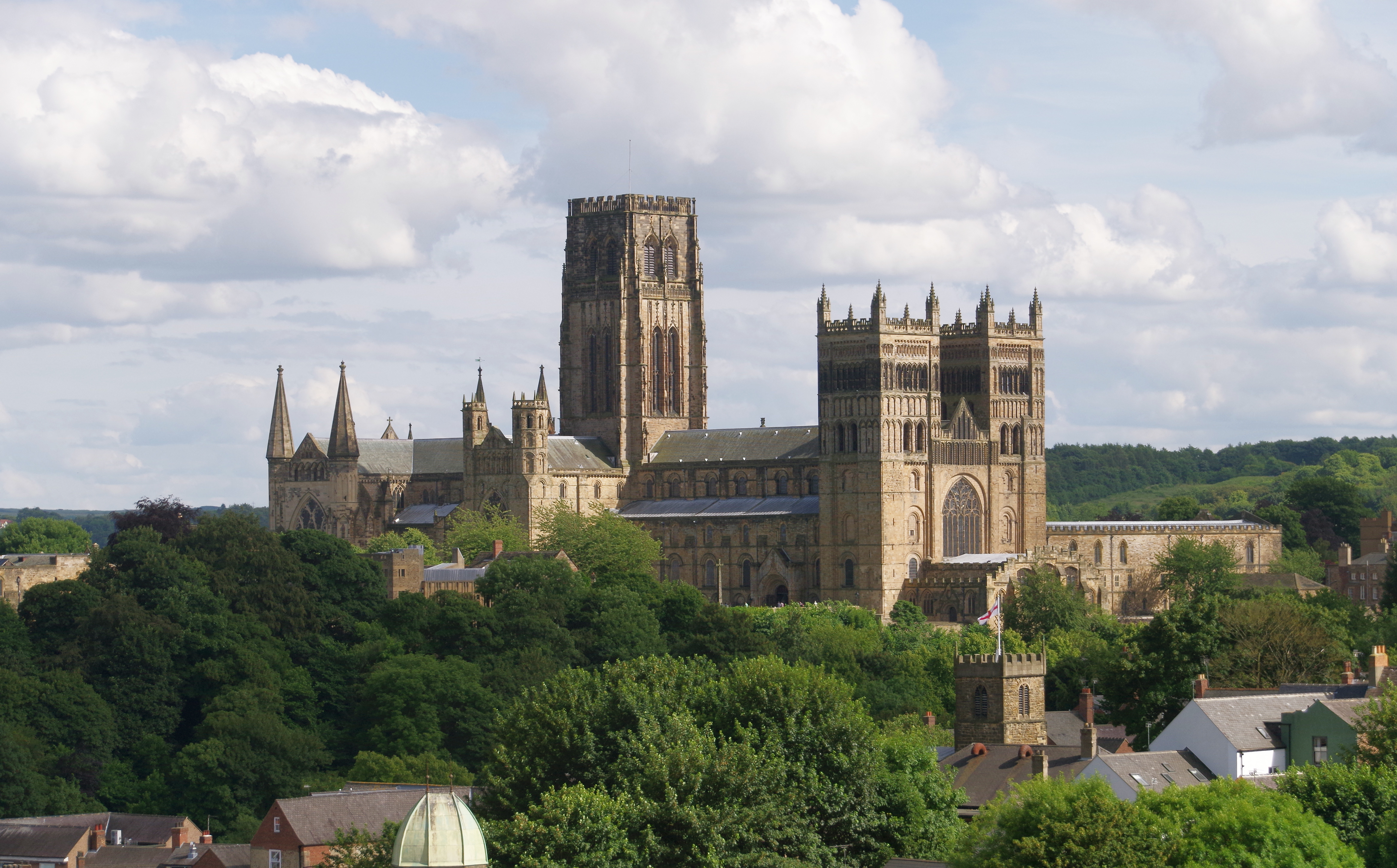
Kathedrale von Durham

### Durham
Der Stützenwechsel wird 1093 in der Abteikirche von Durham in prägnanter Weise ausgebildet, in der Alternierung von massigen, mit Vorlagen umstellten Kreuzpfeilern und wuchtigen, profilierten Rundstützen. Dadurch entsteht ein großer, langsamer Rhythmus von Doppeljochen, die von weit hervortretenden Dienstbündeln begrenzt werden. Die hier auftretende Höhentendenz steht in der Tradition von Bernay, Jumièges und La Trinitè in Caen. Gleichzeitig schrumpft die Emporen- und Obergadenzone in erheblichem Maße.
Auf die Dienste setzen schwere, profilierte Gurtrippen auf, welche das siebenteilige Kreuzrippengewölbe einbinden. Die Mittelkappen lagern im Langhaus auf Konsolen, während sie im Chor auf Säulenbündeln aufsetzen. Reiche Dekorationen an plastischen Gliedern erleichtern die Mauerschwere. Die Bogenläufe sind bis in die Rippen mit Zickzackwülsten belegt, die Zylinderpfeiler mit Kanneluren, Rauten- und Zickzackmustern dekoriert.

#### Gewölbe

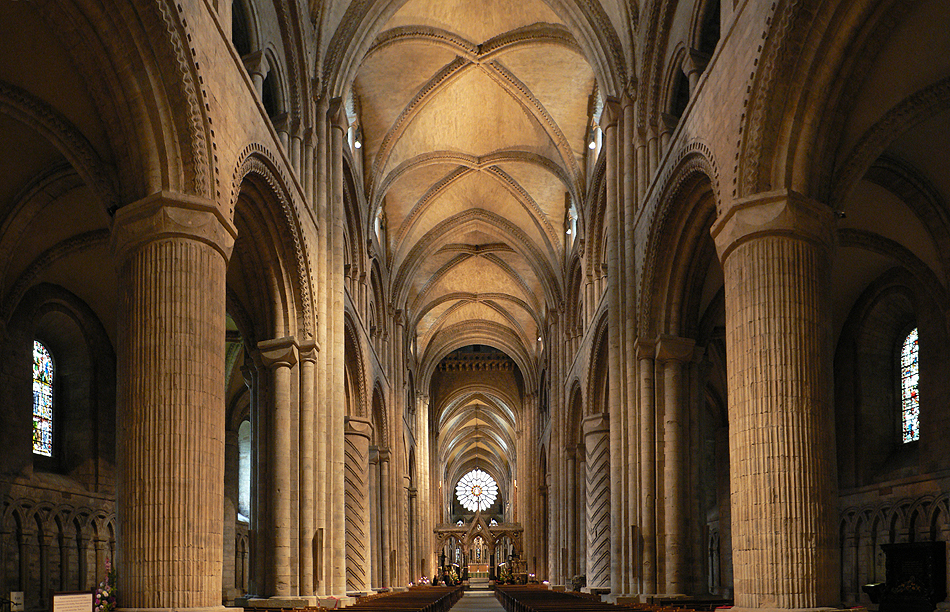
Kreuzrippengewölbe in Durham Cathedral

Traditionell waren die englischen Kirchen des 11. Jahrhunderts flach gedeckt oder mit offenem Dachstuhl versehen. Apsiden, Seitenschiffe (St. Albans, Blyth, Gloucester, Ely, Norwich etc.), Krypten (Canterbury, Rochester, Winchester, Gloucester und Worcester), selten Querhausarme (Winchester und Ely) waren kreuzgratgewölbt. Mit dem Bau von Durham tritt die Wende ein. 1096 sind die Chorseitenschiffe, 1104 der Chor, 1110 das Querhaus und bis 1130 das Langhaus mit Kreuzrippengewölben ausgestattet. Durch die Verzahnung der Wandkompartimente mit den Gewölbefeldern wird eine Einheit geschaffen, die es ermöglicht, den Begriff Joch in seinem strengen Sinne anzuwenden.
Aber das Kreuzrippengewölbe konnte sich im anglo-normannischen Raum nicht durchsetzen und wurde nur hin und wieder in Seitenschiffen, vereinzelt auch im Querhaus angewandt (Seitenschiffe von Southwell und Romsey, Querhaus-Seitenschiffe in Winchester nach 1107, Chorseitenschiff von Peterborough um 1118).

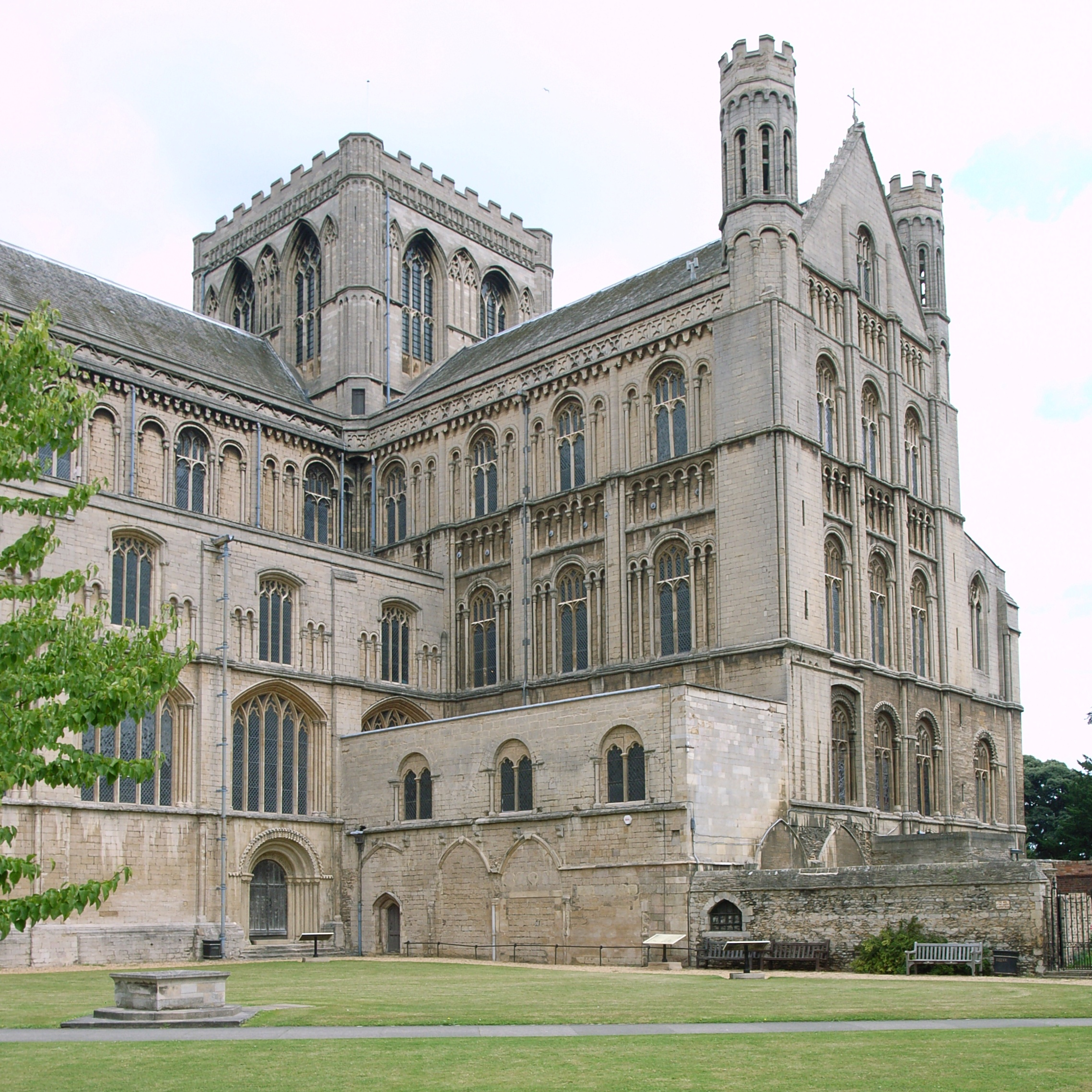
Kathedrale von Peterborough

### Norwich
Der Stützenwechsel greift auch über auf die Ostteile des Langhauses von Norwich (1096–1119), im fünften Joch westlich der Vierung unter Rückgang auf „normale“ Proportionen. Nach Westen hin setzt er sich in modifizierter Form fort (Bündelpfeiler – eigentlich Kreuzpfeiler mit 16 Vorlagen – wechseln mit Segmentbogenpfeilern).
Im Hinter- und Aneinanderreihen plastischer Elemente lässt sich auch die Tendenz zur Durchschichtung der Wand ablesen. Deutlich wird dies im Langhaus von Ely (ab 1106), das durch die enge Stellung der Stützen einen schnellen Rhythmus gewinnt.

### Peterborough
Der Chor und das Querhaus von Peterborough (1118–1143) rezipieren die Neigung zur Erleichterung der Wand mit Rund- und Sechseckpfeilern und der Vergitterung durch waagerechte und senkrechte Glieder.

### Romsey
Diese Entwicklung kulminiert tendenziell in Romsey (1120–1140) in der Verzahnung der aufstrebenden Pfeiler mit der Emporenzone, während das erste Pfeilerpaar vor der Vierung noch rund ist, zeigen die restlichen Bündelpfeiler des Langhauses eine starke vertikale Tendenz. Diese ist zweifach, in freistehenden Rundbogenprofilen gegliedert, das offene Bogenfeld durch ein eingestelltes Säulchen geteilt. Der Fensterlaufgang teilt die Wand in drei Schichten. Diese ist dann nur noch sichtbar in den schmalen „Brücken“ zwischen den Pfeilern.

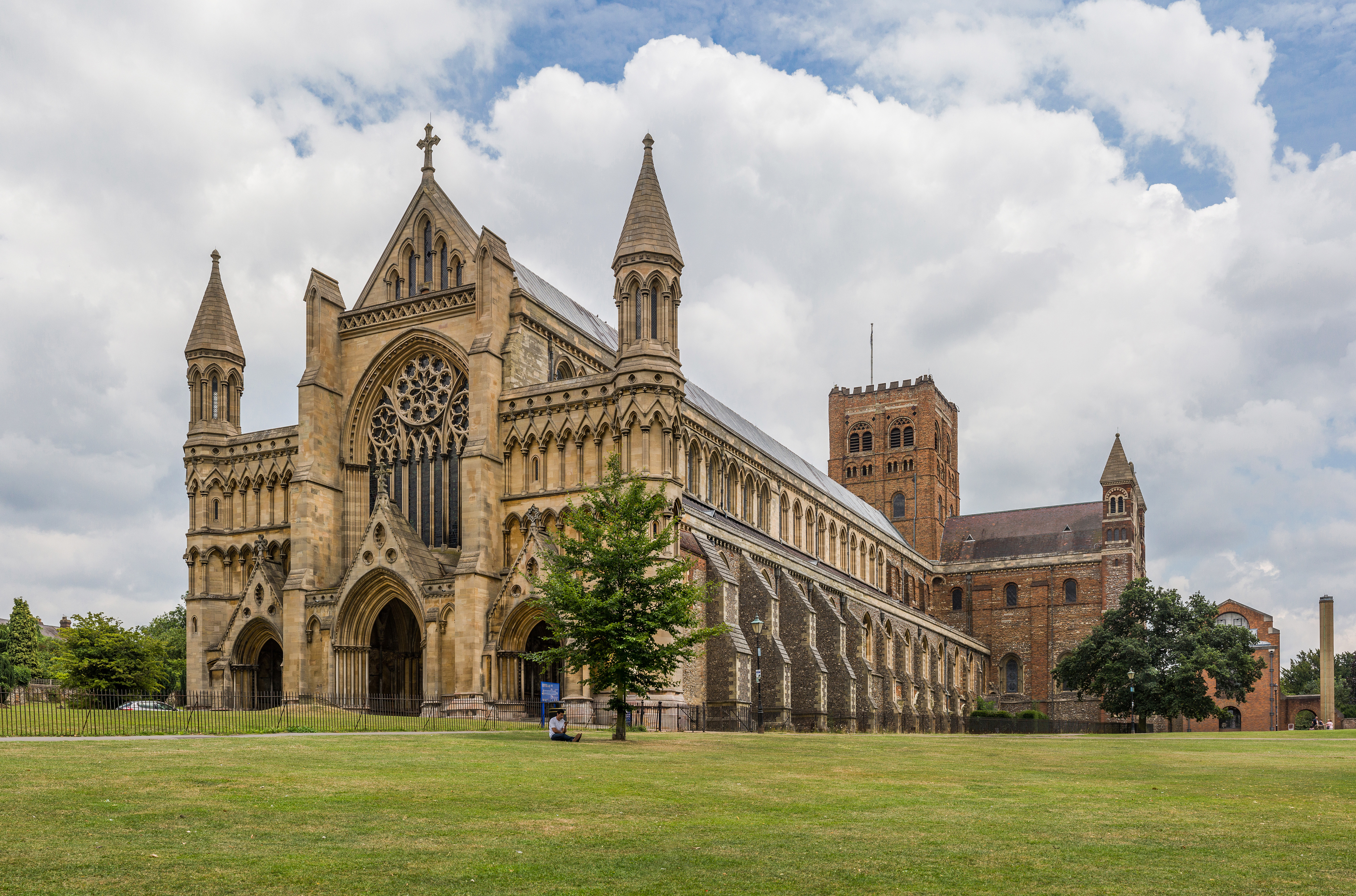
St. Albans Cathedral
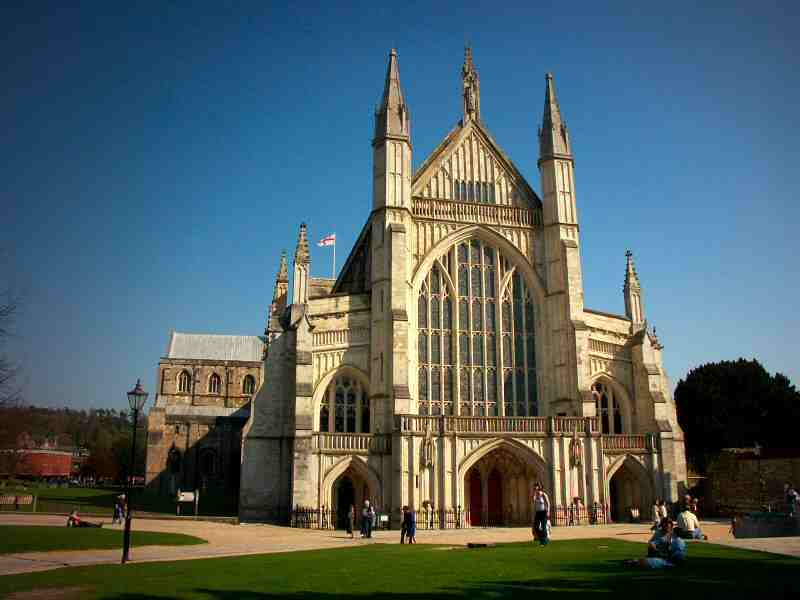
Winchester Cathedral
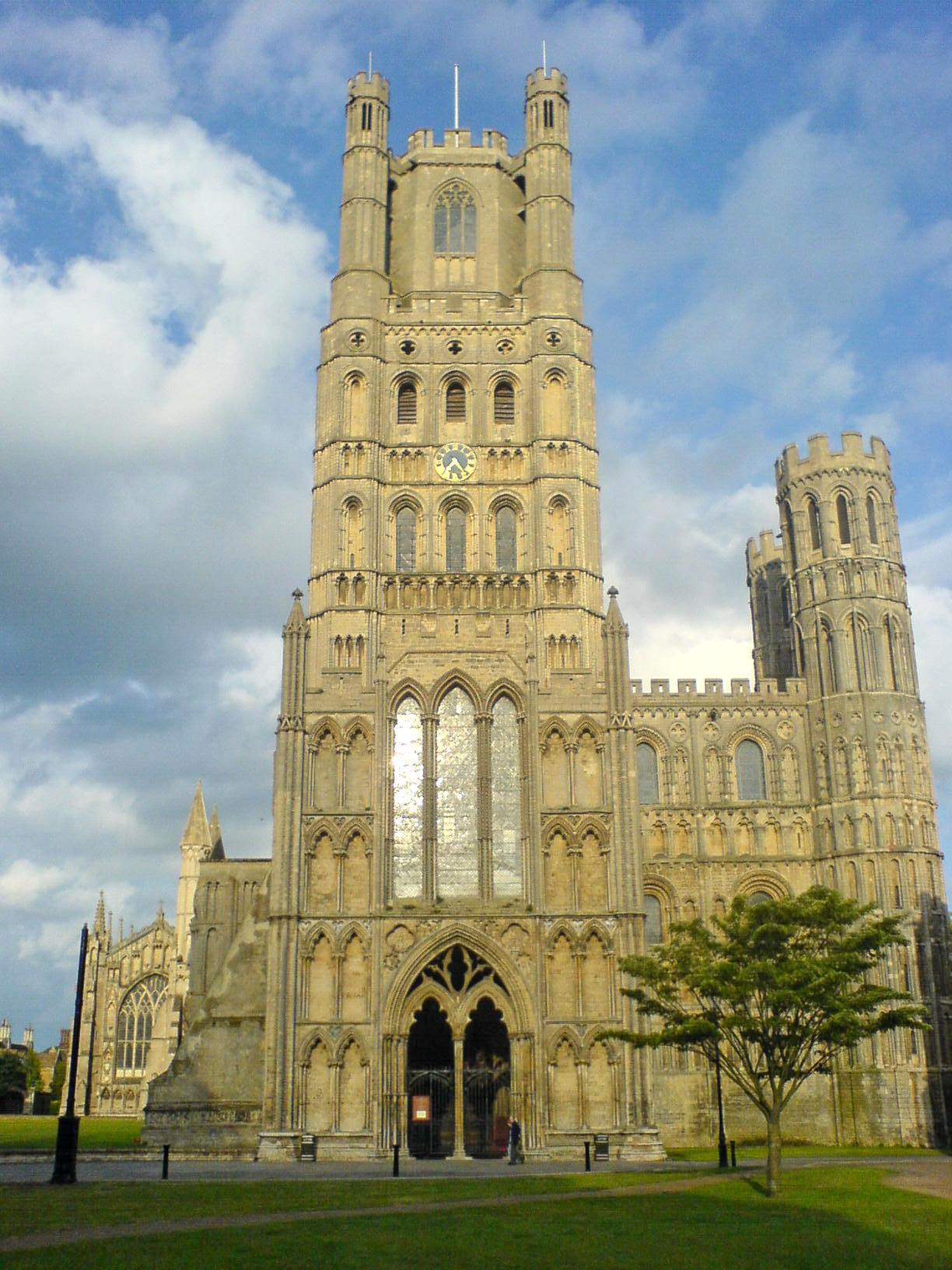
Ely Cathedral
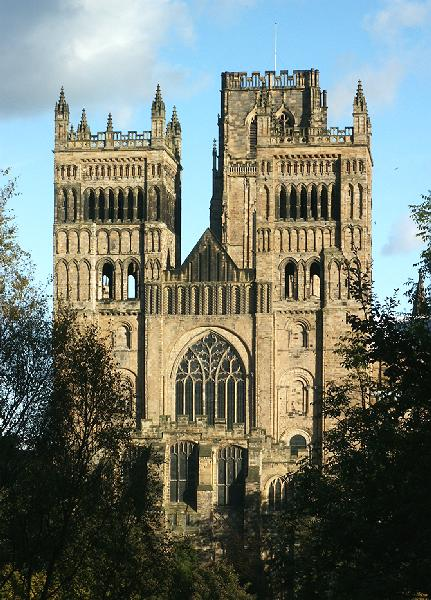
Durham Cathedral
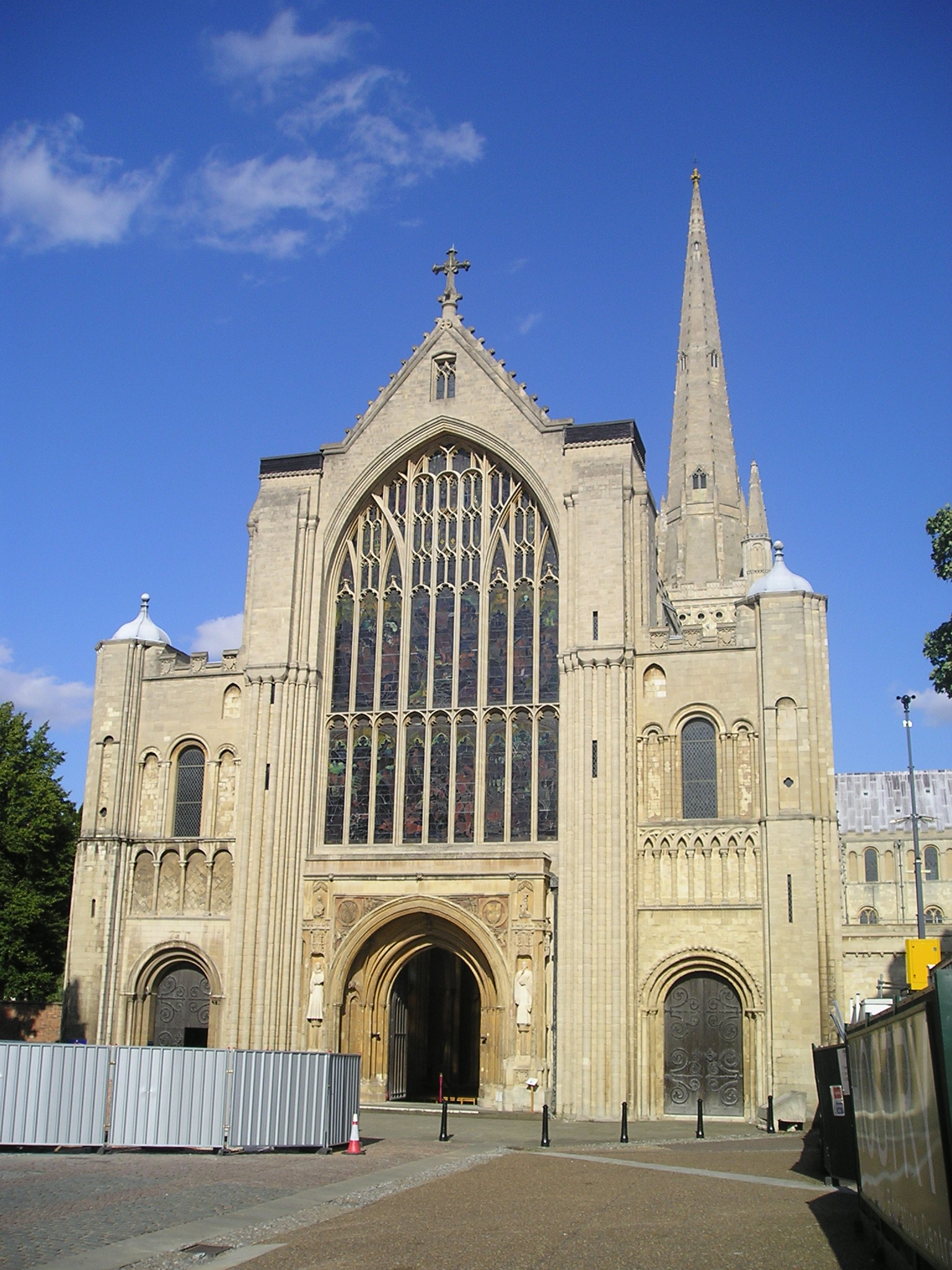
Norwich Cathedral
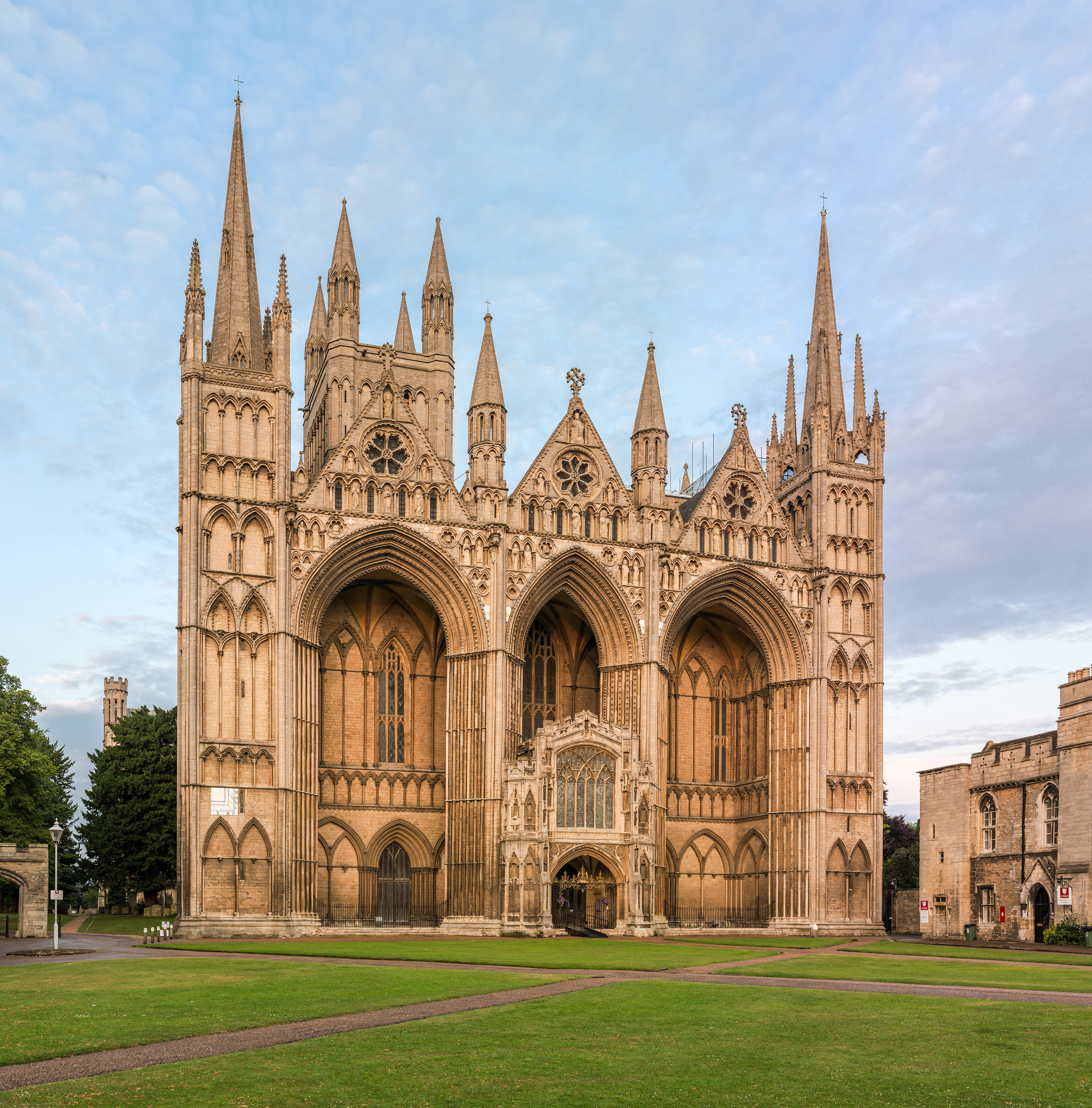
Peterborough Cathedral
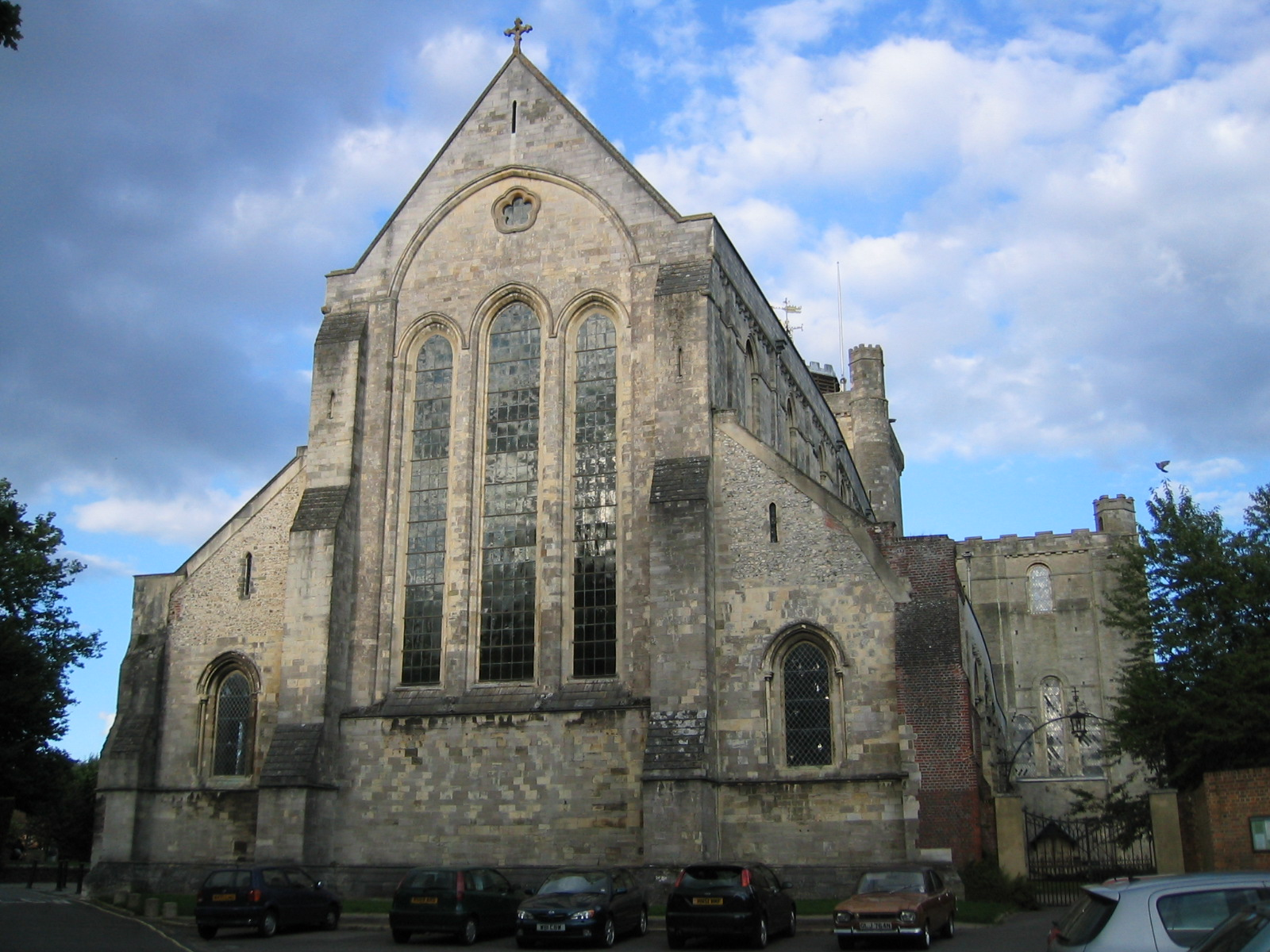
Romsey Abbey

## Sonderentwicklung
Eine Sonderentwicklung, möglicherweise in Wechselwirkung mit Durham, scheint im Westen der Insel erfolgt zu sein, und zwar in den hohen Rundpfeilerstellungen der Langhäuser – bis zu 9,30 Metern Höhe – von Gloucester (erstes Viertel des 12. Jahrhunderts) und Tewkesbury mit ihren geschrumpften Mittelzonen. Im Norden folgt die Abteikirche von Dunfermline (1128–1150) diesem Prinzip. Als Varianten dieser Höhenstreckung der Arkaden kann wohl auch Romsey, Jedburg, Oxford und Hereford angesehen werden. Der Rundpfeiler in gemäßigter Proportion findet Verbreitung in Southwell, Carlisle, Malvern, Chester und Melbourne.
Zusammenfassend kann gesagt werden, dass bis zur Mitte des 12. Jahrhunderts die aus der Normandie übernommene Tendenz zur Auflösung und körperplastischen Gliederung der Wand fortgesetzt wird. Die Rhythmisierung durch Stützenwechsel und Wandvorlagen, die Verschleierung der Mauerdicke durch Halbsäulen, Profile und Dekorationswülste, die Tiefenschichtung der oberen Geschosse und die allmähliche Auszehrung der Wand sind dafür signifikant. Diese Einzelmerkmale sind zwar notwendige Voraussetzung für die Entstehung der Gotik, doch in der Massenhaftigkeit und Schwere ihrer Form noch ganz der Romanik verbunden.

## Außenbau
Der Außenbau anglo-normannischer Kirchen stellt die konsequente Übernahme der Strukturprinzipien des Innenraumes dar. Die südliche Umgangskapelle von Norwich mit ihrer zonigen Gliederung und der reichen Blendarkatur ist Beispiel für den Ostabschluss, wie er aus der Normandie überliefert ist (Vorbild ist die Chorapsis von La Trinité in Caen). Auch die Querhausfront übernimmt die normannische Risalitordnung mit Turmaufbauten über den Eckrisaliten. Der Giebel ist meist in Blendarkaden, Nischen und Ornamentfeldern gegliedert (Norwich, Winchester, Southwell und Lincoln). Die Langhauswand ist in der Frühphase noch einfach (St. Albans und Winchester), wird dann aber zunehmend mit Blendbogenbändern und Gesimsen geschmückt. Im Obergaden wird die innere Laufgangarkatur formal auf den Außenbau übertragen (Norwich, Ely, Peterborough). Der „normannische Vierungsturm“, im 11. Jahrhundert noch grob strukturiert (St. Albans), wird im 12. Jahrhundert geschmückt mit Pilastergliederungen, Vorlagen und Blenden. Dies führt um die Jahrhundertwende zur völligen Vergitterung der Mauern in Norwich (dazwischen liegen Southwell und Tewkesbury).

## Westfassade

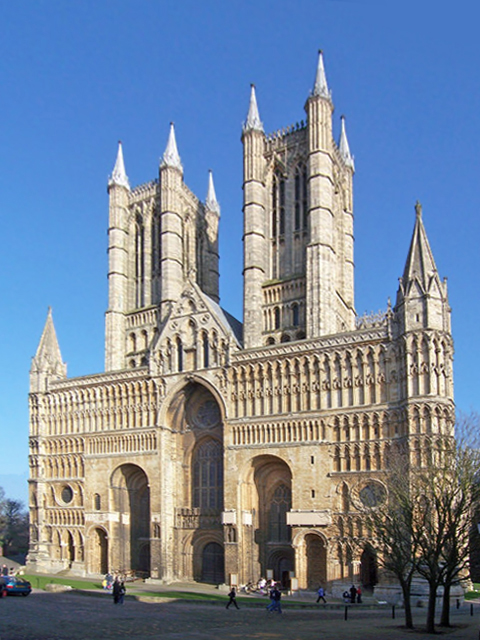
Nischen in der Doppelturmfassade der Kathedrale von Lincoln

Ein entscheidendes Element anglo-normannischer Architektur ist die zweitürmige Westfassade, die sich von der normannischen Zweiturmfassade etwa in St-Ètienne und Ste-Trinité in Caen und Jumièges ableiten lässt. Sie ist überliefert in Durham Cathedral  (um 1100) und Southwell Minster (um 1130). Während die Türme in Southwell noch in der Flucht der Seitenschiffe liegen, gehen sie in Durham darüber hinaus.
Ein weiteres wesentliches Element der Fassadengestaltung ist das Nischenmotiv, wie es etwa im wuchtigen Westblock von Lincoln (um 1092) zu sehen ist: Eine dreifach gestufte, eingenischte Portalzone tritt schon erheblich über die Seitenschifffluchten hinaus und führt das Nischenmotiv auf die südliche Schmalseite über. Blendenreihen schmücken die Oberzone. Dahinter steigen die mächtigen Zwillingstürme auf. Es handelt sich hier um fünf gestaffelte, tief in die Mauermasse eingeschnittene Nischen mit drei Portalen. Das Aufsetzen der Zwillingstürme geht auf St-Étienne in Caen zurück. Die „Nischenfassade“ tritt später in Tewkesbury (um 1140) auf in Form einer mittelschiffhohen, tief gestaffelten Einzelnische.
Rochester gibt um die Jahrhundertmitte die Westtürme auf und besetzt Haupt- und Seitenschiff mit kleinen Flankentürmen. Die Blendarkatur ist dekorativ über die ganze Fassade gezogen.
Evident wird die Horizontaltendenz anglo-normannischer Westbauten im letzten Drittel des 12. Jahrhunderts. Um 1174 wurde das weit ausladende Westquerhaus von Ely errichtet. Mit seinem mächtigen Turmmassiv (quadratischer, wuchtiger Mittelturm und vier oktogonale Flankentürme), der Verzahnung der Bauglieder (die Struktur der Fassade greift auf die Türme über) durch Horizontalarkaturen und Gitterwerk zu einer Einheit, steht Ely an der Schwelle zur Gotik.

## Ornamentik

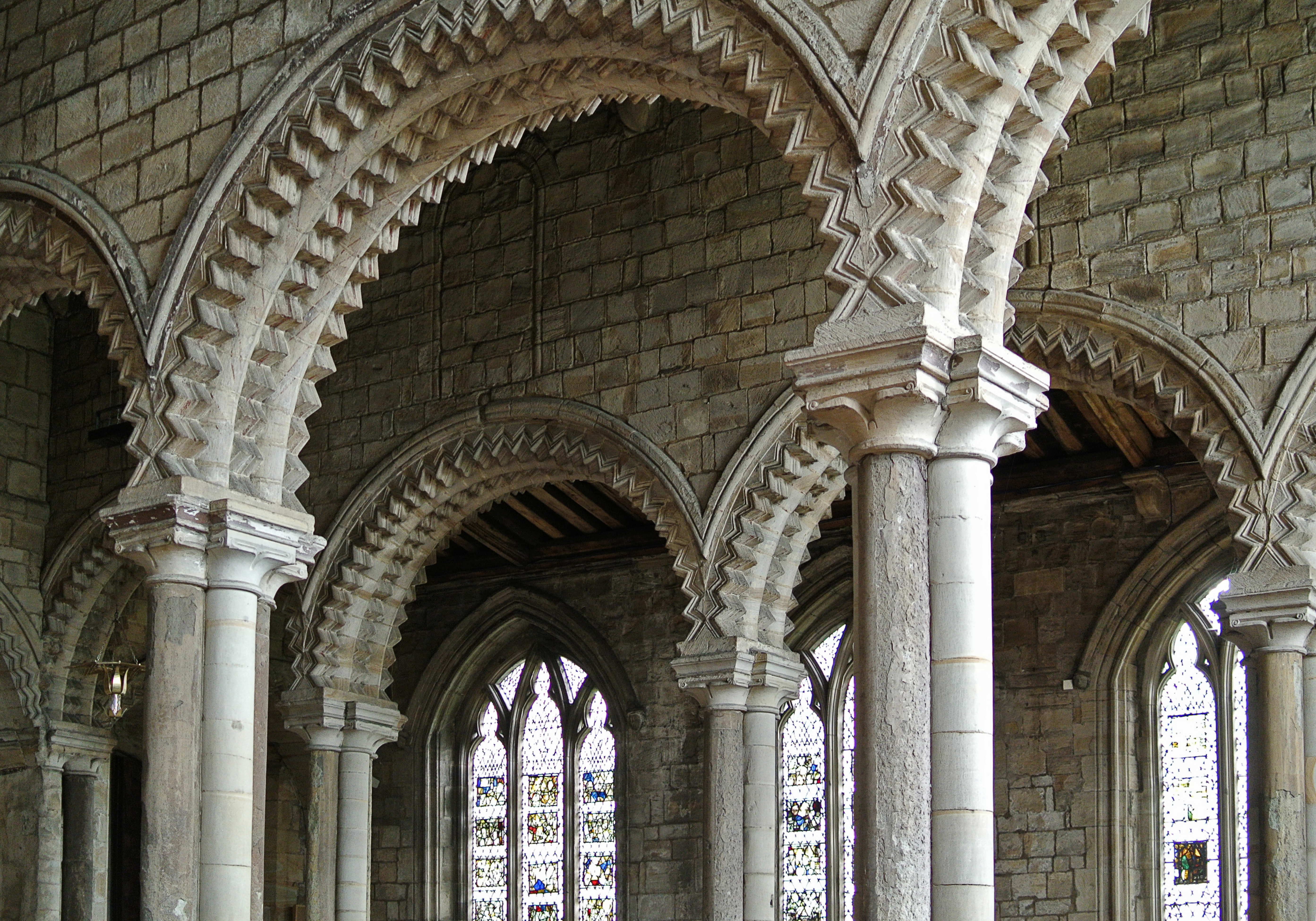
Zickzackmuster an den Arkadenbögen in Durham Cathedral

Auch die im Bauschmuck verwendete Ornamentik lässt sich auf die normannische Tradition zurückführen. Geometrische Muster wie Dreieck, Zickzack, Rauten, Schachbrett, Rollen und Flechtung treten in Bändern und Wülsten auf. Mit ihnen sind die Archivolten der Portale, Fenster, Scheid- und Emporenbogen, Blend- und Pilasterarkaden dekoriert. Diamant-, Schuppen- und Schachbrettmuster füllen die Bogenfelder und Wandreste, so in Peterborough (Querhaus und Chor), Hereford (Langhaus), Christchurch (Langhaus) und Ely (Fassade). Vegetabile Ornamentik ziert die Portalgewände (Ely, Rochester, Lincoln etc.). Figürliche Bauplastik tritt an Fassaden (Lincoln) und Tympana in Erscheinung (Ely, Rochester, Malmesbury). Charakteristisch ist das gebündelte Zickzack-Muster oder Chevronband (Durham, Gloucester, Ely, Peterborough etc.) und die verschränkte Rundbogenblende (Durham, Ely, Worcester, Castle Acre Castle etc.). Eigenständig ist auch die Reliefdekoration der zylindrischen Pfeiler (Durham, Dunfermline, Norwich, Waltham). Die Kapitellformen sind schlichte Würfel- und reichere Faltenkapitelle (Winchester, Norwich, Dunfermline etc.). Meist sind sie gepresst oder kissenartig geschrumpft.